# Parmele
Parmele è un census-designated place (CDP) degli Stati Uniti d'America, situato in Carolina del Nord, nella contea di Martin.